# Solrød Floorball Team
Solrød Floorball Team er en floorballklub stiftet i 1998. Klubbens førstehold spiller i den næstbedste række i Danmarksturneringen i floorball.
Udover førsteholdet har klubben to ungdomshold.

## Ekstern Henvisning
- Officiel Hjemmeside Arkiveret 7. juni 2010 hos  Wayback Machine

| Sport | Spire Denne artikel om sport er en spire som bør udbygges. Du er velkommen til at hjælpe Wikipedia ved at udvide den. |